# Lincoln (komiks)
Lincoln – seria komiksowa autorstwa francuskich twórców: scenarzysty Oliviera Jouvray, rysownika Jerome'a Jouvray i kolorystki Anne-Claire Jouvray, wydawana od 2002 przez szwajcarskie wydawnictwo Paquet. Po polsku serię publikuje wydawnictwo Timof i cisi wspólnicy od 2011.

## Fabuła
Akcja serii utrzymana jest w konwencji tragikomedii i pastiszu westernu: rozgrywa się na Dzikim Zachodzie i opowiada o Lincolnie, synu prostytutki i nieznanego ojca. Pewnego dnia Lincoln, pijak, rozrabiaka i gbur, dostaje od Boga ofertę nieśmiertelności w zamian za moralne prowadzenie się. Początkowo Lincolnowi idzie źle, jednak stopniowo przy pomocy Boga zbliża się do doskonałości. Nieoczekiwanie do szkolenia z moralności włącza się jednak diabeł, narażając całe przedsięwzięcie na niepowodzenie.

## Tomy
| Tom | Tytuł i rok wydania polskiego    | Tytuł i rok wydania oryginalnego | Uwagi                                                         |
| --- | -------------------------------- | -------------------------------- | ------------------------------------------------------------- |
| 1   | Zakuta pała (2011)               | Crâne de bois (2002)             | Po polsku tomy ukazały się w zbiorczym albumie pt. Lincoln 1. |
| 2   | Indian Tonic (2011)              | Indian Tonic (2003)              | Po polsku tomy ukazały się w zbiorczym albumie pt. Lincoln 1. |
| 3   | Plac zabaw (2012)                | Playground (2004)                | Po polsku tomy ukazały się w zbiorczym albumie pt. Lincoln 2. |
| 4   | Kara cielesna (2012)             | Châtiment corporel (2006)        | Po polsku tomy ukazały się w zbiorczym albumie pt. Lincoln 2. |
| 5   | Z gołym tyłkiem na prerii (2013) | Cul nu dans la plaine (2007)     | Po polsku tomy ukazały się w zbiorczym albumie pt. Lincoln 3. |
| 6   | French Lover (2013)              | French Lover (2009)              | Po polsku tomy ukazały się w zbiorczym albumie pt. Lincoln 3. |
| 7   | Dureń ze wzgórza (2014)          | Le Fou sur la Montagne (2012)    | Po polsku tomy ukazały się w zbiorczym albumie pt. Lincoln 4. |
| 8   | Demon z okopów (2014)            | Le Démon des Tranchées (2013)    | Po polsku tomy ukazały się w zbiorczym albumie pt. Lincoln 4. |
| 9   | Ani Boga, ani pana (2019)        | Ni Dieu Ni Maître (2017)         | Po polsku tom ukazał się w albumie pt. Lincoln 5.             |